# 神郷パーキングエリア
神郷パーキングエリア（しんごうパーキングエリア）は、岡山県新見市神郷下神代の中国自動車道上にあるパーキングエリアである。

## 道路
- E2A 中国自動車道

## 施設
2024年（令和6年）に、下り線側の大型車駐車マスの拡充工事と、上下線のポール照明の更新工事が行われた。

### 上り線（大阪方面）

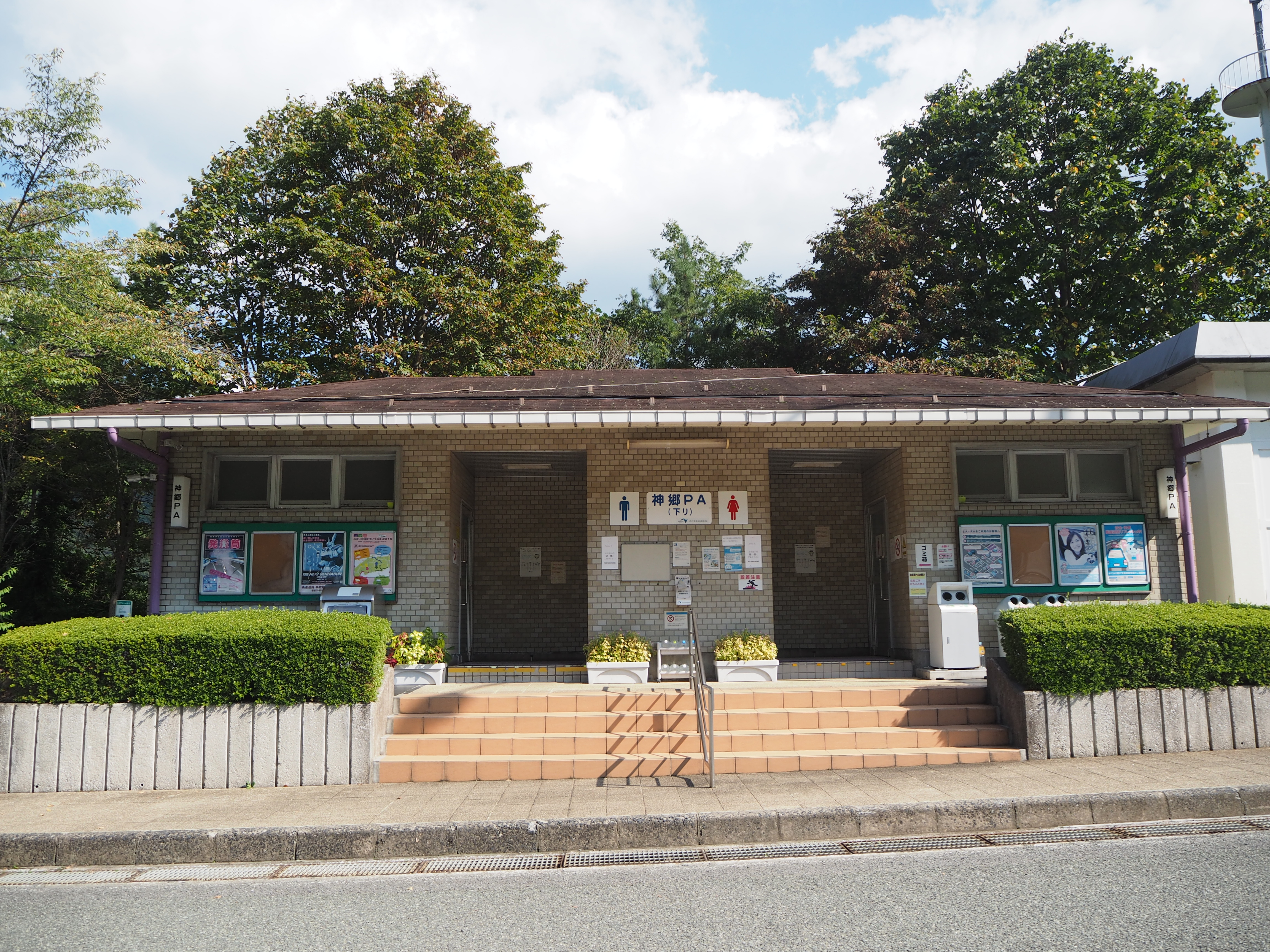
下り施設

- 駐車場
  - 大型8台
  - 小型16台
  - トレーラー2台
  - 二輪と車椅子用駐車場は無し

- トイレ
  - 男性　大3（和式1・洋式2）・小3
  - 女性　5（和式1・洋式4）
  - 車椅子用　1
- 自動販売機（災害対応型自動販売機）
- バス停留所（休止中）

### 下り線（広島方面）
- 駐車場
  - 大型14台
  - 小型13台
  - バス1台（新設）
  - トレーラー2台
  - 二輪と車椅子用駐車場は無し

- トイレ
  - 男性　大3（和式1・洋式2）・小3
  - 女性　5（和式1・洋式4）
  - 車椅子用　1
- 自動販売機（災害対応型自動販売機）
- バス停留所（休止中）

## バス停留所
バス事業者は神郷（しんごう）という呼称を使用していたが、2012年4月1日から当停留所への停車を取りやめ、休止となった。
過去に乗降扱いを行っていた路線便
- 大阪 - 新見・三次線（阪急バス）
  - 大阪（梅田）・新大阪 - 新見・庄原・三次

## 周辺
- 西日本旅客鉄道（JR西日本）伯備線・芸備線 備中神代駅
- 神代郵便局

## 隣
E2A 中国自動車道
(19)新見IC/BS - (PA)神郷PA/BS - (BS)哲西BS - (20)東城IC